# Тренклер, Гётц
Гётц Тренклер (14 июля 1943) — профессор статистики и эконометрики в отставке в Техническом университете Дортмунда, а также публицист — популяризатор науки.

## Жизнь
Тренклер изучал химию с 1962 по 1965 год и математику с 1965 по 1970 год в Свободном университете Берлина. С 1983 года он является профессором эконометрики в Дортмундском университете. Был ответственным редактором журнала «Statistical Papers» до 2010 года.
Широкую известность получила его книга Lexikon der populären Irrtümer («Лексикон популярных заблуждений»), опубликованная в 1996 году (в соавторстве с экономистом и общественным деятелем Вальтером Кремером, бывшим социал-демократом, перешедшим на правопопулистские позиции), вместе с её продолжением «Новый лексикон популярных заблуждений». Книга переводилась на русский язык (Пер. с нем. Г. Гаева. — М.: КРОН-ПРЕСС, 2000. − 352 с.).

## Избранные произведения
- Biased Estimators in the Linear Regression Model. In: Mathematical Systems in Economics. 58, Oelgeschlager, Gunn & Hain, Meisenheim/Cambridge, MA 1981, ISBN 978-0-89946-072-7.
- Partitions, Suffciency and Undominated Families of Probability Measures. In: Annals of the Institute of Statistical Mathematics. 34, 1982, S. 151—160.
- Mit Walter Krämer: Lexikon der populären Irrtümer. 1996, ISBN 978-3-8218-0479-8.
- Mit Walter Krämer: Das Beste aus dem Lexikon der populären Irrtümer. 2000, ISBN 978-3-8218-1522-0.
- Mit Walter Krämer: Die besten Geschichten für Besserwisser. 2002, ISBN 978-3-492-23452-8.

## Веб-ссылки
- Тренклер, Гётц в Немецкой национальной библиотеке.
- Götz Trenkler an der Technischen Universität Dortmund